# Darkness – Schatten der Vergangenheit
Den som dræber – Fanget af mørket ist der Originaltitel einer dänischen Krimi-Fernsehserie, die bei dem nordischen Streaminganbieter Viaplay erscheint. Sie ist ein Ableger der 2011/12 erschienenen dänisch-deutschen Krimiserie Nordlicht – Mörder ohne Reue (Den som dræber). Seit 2019 wurden vier achtteilige Staffeln veröffentlicht, deren deutscher Titel variiert:
- Staffel 1: Darkness – Schatten der Vergangenheit
- Staffel 2: Blinded – Schatten der Vergangenheit
- Staffel 3: Lost – Schatten der Vergangenheit
- Staffel 4: Justice – Schatten der Vergangenheit

Die einzige in allen Staffeln auftretende Hauptdarstellerin ist Natalie Madueño in der Rolle der Profilerin Louise Bergstein.

## Handlung

### Staffel 1
Jan Michelsen gehört in der Kopenhagener Kriminalpolizei zu einer Gruppe, die seit sechs Monaten im Fall des Verschwindens der 17-jährigen Julie ermittelt. Als die Gruppe mangels Ermittlungserfolg verkleinert werden soll, sucht Jan im Archiv nach ähnlichen, noch unaufgeklärten Fällen und entdeckt dabei den Fall der vor zehn Jahren in der gleichen Gegend verschwundenen Natasha, deren Leiche die Polizei daraufhin in einem See findet.
Um wen es sich beim Entführer der beiden Mädchen handelt, erfahren die Zuschauer im Gegensatz zu den Ermittlern schon in der ersten Episode. Mit Hilfe der Profilerin Louise Bergstein erkennt Jan im weiteren Verlauf, dass der Entführer Anders Kjeldsen heißt und früher als Hausmeister in der Schule der Entführten arbeitete. Anders entführt ein weiteres Mädchen, die Schülerin Emma, und hält sie zusammen mit Julie im schalldicht isolierten Keller seines Hauses gefangen. Bald stellt sich heraus, dass Anders dort nicht allein, sondern zusammen mit seiner Jugendfreundin Stine Velin wohnt, die eine gewisse Kontrolle auf ihn ausübt und bei den Entführungen mit ihm kooperiert.
Die Ermittlungen der Polizei ergeben, dass Anders vor einigen Jahren auch drei weitere Frauen entführt und ermordet hat, die ausländische Wurzeln haben. Deren Leichen findet die Polizei in einer aufgegebenen Güllegrube auf einem Bauernhof, den ein Mann bewohnt, der für Anders in dessen Kindheit zu einem väterlichen Freund und Beschützer vor seinen leiblichen Eltern wurde. Als Anders mit der gefesselten Julie zu der Grube unterwegs ist, bemerkt er die Polizisten und flüchtet, ohne dass Jan ihn einholen kann. Die Polizei findet wenig später Julies Leiche im abgestellten Fluchtwagen von Anders.
Louise gewinnt Sicherheit mit ihrer Vermutung, dass Anders bei den Entführungen nicht allein handelt, und sucht deshalb nach einem Komplizen. Diesen findet sie mit Jan in Stine und durch die Verbindung, die sie in ihrer ehrenamtlichen Tätigkeit zu den drei ausländischen Entführungsopfern hatte. Es stellt sich für die Zuschauer zunehmend heraus, dass Stine in ihrer Kindheit von ihrem Bruder vergewaltigt wurde und dass ihre Eltern ihr diesbezüglich – auch durch die Lügen des Bruders – keinen Glauben schenkten, sondern sie auf ein Internat schickten. Stine wurde dadurch so schwer traumatisiert, dass sie als Ventil für ihr Trauma Anders bei den Entführungen und Morden half.
Die Polizei findet Stines Haus und verhaftet Stine, während Anders mit Emma verschwunden bleibt. Nachdem Louise Stine erklärt hat, dass sie nichts für die Vergewaltigung durch ihren Bruder kann, nennt Stine ihr einen Ort, an dem die Polizei Emma finden könne, der sich allerdings als falsch erweist. Auf dem Weg ins Gefängnis überwältigt Stine zwei Polizisten, nimmt eine Dienstwaffe an sich und flüchtet zu Anders. Da sie diesen für ihre Verhaftung verantwortlich macht, erschießt sie ihn. Mit Emma in ihrer Gewalt, begibt sie sich zu ihren Eltern und ihrem Bruder. Mit dem Tod bedroht, gesteht ihr Bruder vor den Eltern die Vergewaltigung, bestreitet selbige aber danach trotzdem, woraufhin Stine ihn erschießt und ihren Vater verletzt. Jan beendet die Geiselnahme und überwältigt Stine. Emma kommt zu ihren Eltern zurück und Louise beginnt mit Stine eine Therapie zur Bewältigung ihrer traumatischen Vergangenheit.

### Staffel 2
In der zweiten Staffel ist die Kripo von Odense, unterstützt von Louise Bergstein, einem Serienmörder auf der Spur, der nach einiger Zeit Pause wieder auf Fünen aktiv ist. Dass es sich bei dem Killer um den in Scheidung lebenden Vater Peter Vinge handelt, erfährt der Zuschauer im Gegensatz zu den Ermittlerinnen schon früh in der Staffel.

## Besetzung und Synchronisation
Die deutsche Synchronisation entsteht unter der Dialogregie und dem Dialogbuch von Karin Lehmann bei der Interopa Film GmbH in Berlin.
|                         |                     | Staffel | Staffel | Staffel | Staffel |                        |
| Schauspieler            | Rollenname          | 1       | 2       | 3       | 4       | Synchronsprecher       |
| ----------------------- | ------------------- | ------- | ------- | ------- | ------- | ---------------------- |
| Kenneth M. Christensen  | Jan Michelsen       | ●       |         |         |         | Alexander Doering      |
| Natalie Madueño         | Louise Bergstein    | ●       | ●       | ●       | ●       | Maria Koschny          |
| Uffe Rørbæk Madsen      | Dennis Højbjerg     | ●       |         |         |         | Erich Räuker           |
| Mads Riisom             | Anders Kjeldsen     | ●       |         |         |         | Florian Krüger-Shantin |
| Peter Mygind            | Møller „MT“ Thomsen | ●       |         |         |         | Uwe Büschken           |
| Regitze Estrup          | Gitte Hermansen     | ●       |         |         |         | Gundi Eberhard         |
| Signe Egholm Olsen      | Stine Velin         | ●       |         |         |         | Ulrike Stürzbecher     |
| Tessa Hoder             | Emma Holst          | ●       |         |         |         | Lisa May-Mitsching     |
| Maibritt Saerens        | Anette Karlslund    | ●       |         |         |         | Alexandra Wilcke       |
| Alvilda Lyneborg Lassen | Julie Vinding       | ●       |         |         |         | Victoria Frenz         |
| Tobias Santelmann       | Peter Vinge         |         | ●       | ●       |         |                        |
| Helle Fagralid          | Karina Hørup        |         | ●       |         |         |                        |
| Solbjørg Højfeldt       | Alice Ejbye         |         | ●       |         |         |                        |
| Rosalinde Mynster       | Illona Larsen       | ●       |         |         |         | Katharina Schwarzmaier |
| Simon Sears             | Frederik Havgaard   |         |         | ●       | ●       |                        |

## Episodenliste

### Staffel 1
Die Erstveröffentlichung fand vom 1. März bis zum 12. April 2019 auf Viaplay statt. Die deutschsprachige Erstveröffentlichung erfolgte am 26. November 2019 bei Joyns kostenpflichtigen Subscription-Video-on-Demand-Angebot Joyn Plus+. Die deutschsprachige, lineare Ausstrahlung fand beim Fernsehsender Arte donnerstags mit jeweils drei Folgen vom 10. bis zum 24. September 2020 statt.
| Nr. (ges.) | Nr. (St.) | Titel              | Erstveröffentlichung (Dänemark) | Deutschsprachige Erstveröffentlichung (Deutschland) |
| ---------- | --------- | ------------------ | ------------------------------- | --------------------------------------------------- |
| 1          | 1         | Afsnit 1           | 1. März 2019                    | 26. Nov. 2019                                       |
| 2          | 2         | Afsnit 2           | 1. März 2019                    | 26. Nov. 2019                                       |
| 3          | 3         | Afsnit 3           | 8. März 2019                    | 26. Nov. 2019                                       |
| 4          | 4         | Afsnit 4           | 15. März 2019                   | 26. Nov. 2019                                       |
| 5          | 5         | Afsnit 5           | 22. März 2019                   | 26. Nov. 2019                                       |
| 6          | 6         | Afsnit 6           | 29. März 2019                   | 26. Nov. 2019                                       |
| 7          | 7         | Afsnit 7           | 5. Apr. 2019                    | 26. Nov. 2019                                       |
| 8          | 8         | 8. Sæsonafslutning | 12. Apr. 2019                   | 26. Nov. 2019                                       |

### Staffel 2
Die Erstveröffentlichung fand vom 28. März bis zum 9. Mai 2021 auf Viaplay statt. Die deutschsprachige Erstveröffentlichung erfolgte am 17. Juni 2021 bei Joyns kostenpflichtigen Subscription-Video-on-Demand-Angebot Joyn Plus+. Die deutschsprachige, lineare Ausstrahlung fand beim Fernsehsender Arte donnerstags unter dem Titel Blinded: Schatten der Vergangenheit mit jeweils drei Folgen vom 17. bis zum 31. März 2022 statt.
| Nr. (ges.) | Nr. (St.) | Deutscher Titel                  | Originaltitel      | Erstveröffentlichung (Dänemark) | Deutschsprachige Erstveröffentlichung (Deutschland) |
| ---------- | --------- | -------------------------------- | ------------------ | ------------------------------- | --------------------------------------------------- |
| 9          | 1         | Täterprofil                      | Afsnit 1           | 28. März 2021                   | 17. Juni 2021                                       |
| 10         | 2         | Ausdruck der Überlegenheit       | Afsnit 2           | 28. März 2021                   | 17. Juni 2021                                       |
| 11         | 3         | Vermisst                         | Afsnit 3           | 4. Apr. 2021                    | 17. Juni 2021                                       |
| 12         | 4         | Ein schwacher und elender Mensch | Afsnit 4           | 11. Apr. 2021                   | 17. Juni 2021                                       |
| 13         | 5         | Zweifel                          | Afsnit 5           | 18. Apr. 2021                   | 17. Juni 2021                                       |
| 14         | 6         | Zufällige Begegnung              | Afsnit 6           | 25. Apr. 2021                   | 17. Juni 2021                                       |
| 15         | 7         | Erschütternde Wahrheit           | Afsnit 7           | 2. Mai 2021                     | 17. Juni 2021                                       |
| 16         | 8         | Kontrollverlust                  | 8. Sæsonafslutning | 9. Mai 2021                     | 17. Juni 2021                                       |

### Staffel 3
Die Erstveröffentlichung fand vom 8. Januar bis 19. Februar 2023 bei Viaplay statt. Ab dem 1. August 2023 waren alle acht Episoden erstmals auf Deutsch in der Megathek von MagentaTV abrufbar.
| Nr. (ges.) | Nr. (St.) | Titel    | Erstveröffentlichung (Dänemark) | Deutschsprachige Erstveröffentlichung (Deutschland) |
| ---------- | --------- | -------- | ------------------------------- | --------------------------------------------------- |
| 17         | 1         | Afsnit 1 | 8. Jan. 2023                    | 1. Aug. 2023                                        |
| 18         | 2         | Afsnit 2 | 8. Jan. 2023                    | 1. Aug. 2023                                        |
| 19         | 3         | Afsnit 3 | 15. Jan. 2023                   | 1. Aug. 2023                                        |
| 20         | 4         | Afsnit 4 | 22. Jan. 2023                   | 1. Aug. 2023                                        |
| 21         | 5         | Afsnit 5 | 29. Jan. 2023                   | 1. Aug. 2023                                        |
| 22         | 6         | Afsnit 6 | 5. Feb. 2023                    | 1. Aug. 2023                                        |
| 23         | 7         | Afsnit 7 | 12. Feb. 2023                   | 1. Aug. 2023                                        |
| 24         | 8         | Afsnit 8 | 19. Feb. 2023                   | 1. Aug. 2023                                        |

## Kritik
Der Film-Dienst bewertete die Serie nach der ersten Staffel mit drei von fünf möglichen Sternen und urteilte: „Nicht sonderlich origineller, aber rundum solide umgesetzter ‚Nordic Noir‘.“
Die Autorin Heike Hupertz lobte die Serie in der FAZ als „atemraubendes Krimifernsehen“ und „überzeugende“ Serie, die hinsichtlich ihrer Qualität an Kommissarin Lund – Das Verbrechen oder Borgen – Gefährliche Seilschaften erinnere.
Christine Dössel schrieb für die Süddeutsche Zeitung über die zweite Staffel: „Wer Action braucht, ist hier fehl am Platz. Gerade aus der Ruhe, dem langsamen Erzählfluss, den Nebensächlichkeiten und Banalitäten der Normalität schöpft diese Serie ihre leise Kraft. Da bleibt viel Zeit, sich umzuschauen in den Interieurs der Wohnungen und in den Gesichtern. Sonnenlicht gibt es nicht. Der Grusel gedeiht im Dunklen.“